# Oak Bluffs
Oak Bluffs – miasto w Stanach Zjednoczonych, w stanie Massachusetts, w hrabstwie Dukes, na wyspie Martha’s Vineyard, nad Oceanem Atlantyckim.